# Моргулець Йосиф Іван
Моргулець Йосиф (хресне ім'я Іван; 6 січня 1733, Милостів, нині, мабуть, Рівненський район Рівненської області — 23 травня 1786) — руський священик-василіянин, проповідник, педагог, протоігумен Руської провінції (1776–1780), секретар (1771–1772) і протоархимандрит Василіянського Чину (1780–1786), архимандрит Милецького монастиря.

## Життєпис

### Навчання
Народився на Волині в Луцькій окрузі («in palatinatu Volhyniae, districtu Luceorensi, villa Milostow») в родині Теодора і Мар'яни Моргульців.
Вивчав риторику в Колегіумі єзуїтів у Острозі. До Василіянського Чину на новіціат у Почаєві вступив 19 січня 1750 р., де наступного року 20 січня на руки протоархимандрита о. Іпатія Білинського склав вічні обіти. Вивчав риторику в Гощі (1751–1753), потім філософію в Луцькому монастирі (1753/54), а 17 серпня 1754 р. призначений на богослов'я до монастиря св. Юра у Львові. Продовжив богословські студії в єзуїтській колегії в Браунсбергу (нині Бранево, Польща) (прибув 25 вересня 1755 р.), де провчився три роки і 29 червня 1758 р. виїхав до своєї провінції.

### Душпастирська, викладацька й адміністративна праця
Після студій призначений на чотири місяці до Загорівського монастиря проповідником. В тому часі 6 вересня 1758 р. отримав священиче рукоположення від єпископа Холмського і Белзького Филипа Володковича, який був тоді теж адміністратором Володимиро-Берестейської єпархії. З грудня 1758 р. до серпня 1760 р. був проповідником у Кременецькому монастирі, звідки переїхав до Лаврівського на професора-корепетитора філософії для студентів-василіян. Потім два роки був професором філософії у Підгорецькому монастирі, а 2 серпня 1764 р. призначений професором схоластичного богослов'я в монастирі св. Юра у Львові. З цього періоду відомий його богословський трактат, назву якого віднотовав дослідник історії Василіянського Чину о. Михайло Ваврик: «Tractatus Theologicus de Poenitentiae Sacramento 4tus… In M-sterio Leop. ad Aedes S. Georgii Martyris Disputationibus Scholasticis expositus. Ex anno 1765 in Annum 1766 die 10ma 8bris v.s. ad M.D.G. Bsmae V. Mariae sine labe Conceptae Honorem per ARP. Josephum Morgulec, Lectorem Prim. et finitus die 28 Februarii» (ff. 57)
По трьох роках професури у Львові, призначений настоятелем монастирів: спершу в Щеплотах, а потім у Замості. Коли 1771 р. після смерті протоархимандрита о. Іпатія Білинського дотеперішній секретар Чину о. Онуфрій Братковський став протоконсультором, Моргульця призначили виконувати обов'язки генерального секретаря до найближчої капітули. На капітулі в Бересті 1772 р. обраний протоконсультором Руської (Коронної) Провінції, а на провінційній капітулі в Уневі 1776 р. обраний протоігуменом цієї провінції. 1779 р. по смерті Митрополита і Милецького архимандрита Лева Шептицького став архимандритом у Мильцях. На генеральній капітулі в Тороканах 1780 р., коли Чин було поділено на чотири провінції, обраний протоархимандритом цілого Чину на вісім років.
Помер 23 травня 1786 року.